# آبشار باپاث
آبشار باپاث (به انگلیسی: Bopath Ella) آبشاری است که در سری‌لانکا واقع شده و ارتفاع کلی ریزشگاه آن ۳۰ متر (۹۸ فوت) است.